# Bandar Pinang Kebun
Bandar Pinang Kebun is een bestuurslaag in het regentschap Serdang Bedagai van de provincie Noord-Sumatra, Indonesië. Bandar Pinang Kebun telt 521 inwoners (volkstelling 2010).